# Smečno
Smečno è una città della Repubblica Ceca facente parte del distretto di Kladno, in Boemia Centrale.

## Monumenti e luoghi d'interesse
- Castello di Smečno
- Chiesa della Santissima Trinità